# Wiota (Iowa)
Pour les articles homonymes, voir Wiota.
Wiota est une ville du comté de Carroll, en Iowa, aux États-Unis. 
Elle est incorporée le 16 janvier 1884.

## Source de la traduction
- (en) Cet article est partiellement ou en totalité issu de l’article de Wikipédia en anglais intitulé « Wiota, Iowa » (voir la liste des auteurs).